# Magia stuarti
Magia stuarti är en insektsart som beskrevs av Soulier-perkins 2008. Magia stuarti ingår i släktet Magia och familjen Lophopidae. Inga underarter finns listade i Catalogue of Life.